# Oto Munder
Oto Munder (Zagreb, 4. siječnja 1875. -  Zagreb, 4. svibnja 1949.), hrvatski graditelj.
Gustav Otto (Oto) Munder, sin prvog ravnatelja zagrebačke plinare Karla (Dragutina) Mundera iz Canstatta (Württemberg), rođen je 4. siječnja 1875. godine u Zagrebu. Kraljevsku i zemaljsku obrtnu školu završio je 1896. u skupini prvih apsolvenata tečaja za obrazovanje graditelja (osnovanog u sklopu te škole 1892.), kojoj su pripadali i Alojz Bastl, Josip Marković i Stjepan Podhorsky. Nakon prakse u arhitektonskim poslovnicama Hermanna Bolléa, Janka Holjca i dr. i u državnoj službi dobiva 1910. ovlaštenje da radi kao graditelj. God. 1911. osniva vlastitu civilno tehničku poslovnicu.

Projektirao je stambeno poslovne zgrade i vile u Zagrebu i okolici, početkom još pod uplivom secesije (ulica Vladimira Nazora 9, 1911.). Kasnije građevine nose obilježja neobaroka, bez upliva moderne (Vila Munder, ulica Vladimira Nazora 18 u Zagrebu, 1913.; Vila Prohaska, Starogradska 2 u Samoboru, 1919./20.; Dvorničićeva 13 u Zagrebu, 1928.).
Od 1920. godine član je Udruženja graditelja kraljevine Srba, Hrvata i Slovenaca odn. kraljevine Jugoslavije, kasnije njegov predsjednik.
Od 1923. godine član je Družbe „Braća Hrvatskog Zmaja“. Nakon što Družba 1928. preuzima stari grad Ozalj, imenovan je članom stručnog odbora za obnovu (uz Velikog meštra Emilija Laszowskog, profesora ing. arh. Martina Pilara, graditelja Aleksandra Freudenreicha i dr.). Oto Munder vodi Gradjevnu upravu za obnovu grada Ozlja i radove oko adaptacije za ljetovalište i izletište, muzej Zrinsko Frankopanski, arhiv i knjižnicu Družbe „Braća Hrvatskog Zmaja“ (1929. – 1935.), od 1936. godine uz profesora arhitekture Jurja Denzlera. Za njegove zasluge Družba „Braća Hrvatskog Zmaja“ dodjeljuju mu 1930. godine znak Zlatnog zmaja, 1936. zmajsko ime Zmaj Ozaljgradski, a 1939. imenovan je major domusom grada Ozlja i zmajskih društvenih prostorija nad Kamenitim vratima u Zagrebu.
U čestitki Otonu Munderu u povodu 70-godišnjice života Emilij Laszowski, prvi Veliki meštar Družbe, sjeća se: „Kad su ono godine 1929. u proljeće odpočeti radovi oko obnavljanja, nemilice si odstranjivao sve što bi u buduće moglo prietiti štetom na samom gradu, nad čime sam gotovo zdvajao, a poslije tek uvidio, da si umno i stručno radio. U koliko se je dalo, odkrilo se je sve starinsko na gradu, i svaka takva sitnica bila Ti je svetinjom, uspomenom na nekadašnji slavni stari Ozalj.“
Oto Munder umire 4. svibnja 1949. u 75. godini života.

## Galerija
- Zagreb, ul. Vladimira Nazora 18, Vila Munder, oko 1913.
- Skica stambeno poslovne zgrade, oko 1919.
- Skice za vilu na Cmroku, Zagreb 1919.
- Čestitka E. Laszowskog O. Munderu u povodu 70-godišnjice života
- Stari grad Ozalj, 1929.